# Мала Рибиця
Мала́ Рибиця — село в Україні, у Миропільській сільській громаді Сумського району Сумської області. Населення становить 8 осіб. До 2020 орган місцевого самоврядування — Малорибицька сільська рада, до якого також входило село Великий Прикіл.

## Географія
Село розташоване на півночі району, переважно на правому березі річки Рибиці в місці впадіння в неї річки Прикіл. 1,5 км вище за течією розташоване село Осоївка, нижче за течією на відстані 5 км — Велика Рибиця.
Відстань від Сум — близько 30 км (автошляхами — 43 км), до Краснопілля — 30 км. там же знаходиться найближча залізнична станція.
Висота над рівнем моря — 139 м.

## Населення

### Мова
Розподіл населення за рідною мовою за даними перепису 2001 року:
| Мова       | Кількість | Відсоток |
| ---------- | --------- | -------- |
| українська | 470       | 95.14%   |
| російська  | 24        | 4.86%    |
| Усього     | 494       | 100%     |

## Історія
Село засноване у 80-х роках XVII століття. З 1680-их — адміністративний центр Рибицької сотні Сумського полку.
Село постраждало внаслідок геноциду українського народу, проведеного урядом СССР 1923—1933 та 1946–1947 роках.
На фронтах Другої світової війни билися 395 жителів Малої Рибиці, 127 з них за мужність і відвагу, проявлені в боях, нагороджені орденами і медалями СРСР, 225 — загинули. У 1963 році в селі встановлено обеліск Слави воїнам-односельцям, полеглим на фронтах війни. Уродженець села льотчик-ас Степан Григорович Рідний удостоєний звання Героя Радянського Союзу.
У повоєнний період у селі знаходилася центральна садиба колгоспу «Комунар», за яким було закріплено 3719 гектарів сільськогосподарських угідь, у тому числі 2620 га орної землі. Це були багатогалузеві господарства, де вирощували зернові і технічні культури, займалося м'ясо-молочним тваринництвом.

## Інфраструктура
У селі є загальноосвітня школа І-ІІІ ступенів, клуб, бібліотека, ФАП, магазини, відділення зв'язку.
Працює молочно-товарна ферма. Є розвідане промислове родовище глини.

## Відомі люди
В селі народилися:
- Жук Віктор Якович — учасник афганської війни, кавалер ордена Червоного Прапора (посмертно).
- Рідний Степан Григорович — радянський військовий льотчик, Герой Радянського Союзу.
- Фоменко Михайло Іванович — український футболіст, головний тренер національної збірної з футболу (з грудня 2012 року).
- Андрієвський Іван Іванович — радянський вчений-ветеринар.